# 珍妮海兔螺
珍妮海兔螺（学名：Aperiovula jeanae），是中腹足目海兔螺科Aperiovula属的一种。主要分布于台湾，常栖息在深海。